# Barwadih
Barwadih è una suddivisione dell'India, classificata come census town, di 7.198 abitanti, situata nel distretto di Palamu, nello stato federato del Jharkhand. In base al numero di abitanti la città rientra nella classe V (da 5.000 a 9.999 persone).

## Geografia fisica
La città è situata a 23° 49' 60 N e 84° 7' 0 E e ha un'altitudine di 333 m s.l.m..

## Società

### Evoluzione demografica
Al censimento del 2001 la popolazione di Barwadih assommava a 7.198 persone, delle quali 3.861 maschi e 3.337 femmine. I bambini di età inferiore o uguale ai sei anni assommavano a 1.083, dei quali 562 maschi e 521 femmine. Infine, coloro che erano in grado di saper almeno leggere e scrivere erano 4.777, dei quali 2.907 maschi e 1.870 femmine.